# فلاديمير أوبوخوف
فلاديمير أوبوخوف (بالروسية: Обухов, Владимир Борисович)‏ (8 فبراير 1992 ببخارى في أوزبكستان - ) هو لاعب كرة قدم روسي في مركز الهجوم. شارك مع منتخب روسيا تحت 18 سنة لكرة القدم ‏ ومنتخب روسيا تحت 19 سنة لكرة القدم ومنتخب روسيا تحت 21 سنة لكرة القدم. أما مع النوادي، فقد لعب مع توربيدو موسكو وسبارتاك موسكو ونادي سبارتاك موسكو 2 لكرة القدم.

## وصلات خارجية
- فلاديمير أوبوخوف على موقع الاتحاد الأوربي (الإنجليزية)
- فلاديمير أوبوخوف على موقع قاعدة بيانات كرة القدم.إي يو (الإنجليزية)
- فلاديمير أوبوخوف على موقع Soccerway.com (الإنجليزية)
- فلاديمير أوبوخوف على موقع عالم كرة القدم.نت (الإنجليزية)
- فلاديمير أوبوخوف على موقع AS.com (الإسبانية)